# なみはや銀行
株式会社なみはや銀行（なみはや ぎんこう）は、かつて日本に存在した金融機関（銀行：第二地方銀行）である。東京証券取引所に上場していた。「なみはや」とは、大阪を意味する「浪速」（なにわ）を漢字ごとに訓読みしたことに由来する。

## 概要
1998年10月1日に設立。債務超過ではないものの経営が行き詰まった金融機関の救済策として、旧・なにわ銀行と旧・福徳銀行（いずれも旧相互銀行、ただし、旧・福徳銀行は現在の東京証券取引所に上場していた）を合併するとともに新設された銀行である（特定合併。また、合併の手続きとしては、当時の商法上での新設合併にあたる）。
統一金融機関コードは旧・福徳銀行の0553を引き継いでいた。

## 経営悪化
しかしながら、金融当局が両銀行の債務超過の実態を把握しないまま合併していたことが発覚した。これが原因で結局経営を更に悪化させてしまい、翌1999年8月6日に経営破綻（破綻認定申請。当局による破綻認定は翌8月7日）、「金融整理管財人による業務及び財産の管理を命ずる処分」を受けた。
2000年7月28日、大和銀行及び近畿大阪銀行との間で2001年2月13日を営業譲渡日とする営業譲渡契約を締結した。譲渡先は大和銀行25店、近畿大阪銀行110店。
2001年4月27日に解散し、以後は山田庸男を代表清算人として清算事務がおこなわれてきたが、2006年10月6日清算を結了。同年12月8日の清算結了臨時株主総会において最後の株主総会が行われ、完全に消滅した。
ちなみに、大和銀行は2003年3月1日にあさひ銀行と合併してりそな銀行に、また近畿大阪銀行は2019年4月1日に関西アーバン銀行と合併して関西みらい銀行となっている。それぞれりそなホールディングス、関西みらいフィナンシャルグループの傘下であったが、2021年4月1日に関西みらいフィナンシャルグループはりそなホールディングスの完全子会社となり、さらに2024年4月1日に吸収合併された。現在はりそな銀行、関西みらい銀行ともにりそなホールディングスの完全子会社である。
なみはや銀行の設立は「特定合併」によるものであったが、特定合併が採用されたのは、これが唯一のケースとなった。